# Chameleon kobercový
Chameleon kobercový, Furcifer lateralis, je středně velký madagaskarský druh chameleona. V Úmluvě o mezinárodním obchodu s ohroženými druhy volně žijících živočichů a rostlin je zařazen do přílohy II.

## Popis
Tento chameleon má velkou hlavu s lehce vyklenutou přilbou. Jako všichni chameleoni má i chameleon kobercový oční víčka srostlá, zůstává jen malý otvor na zornici, a velké oči se mohou pohybovat do všech stran a nezávisle na sobě. Tělo je bočně zploštělé a hřbetní a hrdelní hřeben je tvořený jemnými šupinami. Silné nohy jsou zakončené prsty srostlými v klíšťky, které předních končetinách tvoří tři vnější a dva vnitřní prsty, na pánevních je tomu naopak. Prsty jsou opatřené silnými drápy. Ocas je dlouhý a ovíjivý. Samci dorůstají 18–28 cm, samice maximálně 25 cm. Samci starší dvou měsíců mají viditelné váčky, ve kterých jsou ukryté hemipenisy, a na pánevních končetinách mají ostruhy. Barvoměna je u tohoto druhu velice výrazná: v klidu jsou chameleoni zbarveni poměrně nevýrazně, samci bývají nejčastěji zelení s černou kresbou s bílým laterálním pruhem táhnoucím se podél boků. Kresba je tvořena třemi až čtyřmi oválnými skvrnami na bocích, tlama, hrdlo a ocas jsou tygrované. Při slunění jsou spíše černí, aby přijali co nejvíc slunečního záření, při vzrušení se chameleoni vybarvují, nejpestřeji jsou zbarvené březí samice a samice připravené k páření, jejich základní barva je hnědooranžové, a po obvodu tmavé boční skvrny jsou uvnitř bíložluté.
Chameleon kobercový je endemit Madagaskaru, zde je hojný a nevyskytuje se prakticky na celém ostrově až do nadmořské výšky téměř 2000 m n. m. Je to stromový živočich, obývá především centra lesů, kde šplhá po nízkých stromech a keřích, ale nalézá se též přímo v lesích, včetně suchých trnitých lesů jihozápadního Madagaskaru, a nevyhýbá se ani parkům a zahradám.
Je to samotářské zvíře, vůči jiným jedincům svého druhu je agresivní. Samice dává svolnost k páření najevo pestrým zbarvením. Samec svolnou samici neodežene, ale začne se k ní přibližovat trhavými pohyby a dvořit se jí kýváním hlavou. Samice nejprve před samcem uniká, ale nakonec ho nechá se přiblížit. Kopulace trvá 5-30 minut a okamžitě po skončení páření jsou vůči sobě partneři opět nepřátelští. Chameleon kobercový je vejcorodý, březost trvá 25-50 dní. Samice klade vejce v několika snůškách po 4-23 kusech do mělké jamky v půdě a už za 10-30 dní po poslední snůšce je připravena k dalšímu páření.
Inkubace vajec trvá 160-350 dní. Mladí chameleoni jsou ihned samostatní a agresivní i vůči svým sourozencům. Pohlavně dospívají velice brzy, již po čtyřech až šesti měsících. V přírodě se dožívají maximálně jednoho roku života, v zajetí dvou až tří let.
Aktivní je ve dne. Chameleon kobercový je hmyzožravec, živí se mouchami, sarančaty a larvami hmyzu, které lapá vystřelovacím jazykem, ten svou délkou odpovídá délce těla ještěra.

## Chov
Chameleona kobercového lze chovat pouze jednotlivě ve větším teráriu o rozměrech aspoň 40x40x60 cm, terárium musí poskytovat spoustu možností ke šplhání, větve a vhodné živé rostliny. Délka světelného dne je 12-14 hodin, přes den se terárium vytápí na 24-38 °C, v noci na 16-20 °C, pod žárovkou by mělo být až 32 °C. Relativní vlhkost vzduchu by se měla pohybovat mezi 60-100 %, proto je důležité rosení minimálně 2x denně. Kapky vody z listů chameleoni také pijí. Mláďata se odchovávají jednotlivě v teráriích 15x25x20 cm velkých.
V zajetí se chameleon kobercový krmí především cvrčky vhodné velikosti, dále přijímá zavíječe, sarančata, rybenky, mouchy a jiný přiměřeně velký hmyz. Nabízená potrava by měla být co nejpestřejší.

## Chov v zoo
Tento druh chameleona patří mezi velmi málo chované v zoo. Na počátku roku 2022 udávala databáze Zootierliste jen dvě zoo v Evropě s chameleonem kobercovým – zoologickou zahradu v ruském Petrohradu a český Zoopark Zájezd u Prahy. V Zooparku Zájezd se je daří rozmnožovat: mláďata se vylíhla i v roce 2021.